# 파비오 쿠디치니
파비오 쿠디치니(이탈리아어: Fabio Cudicini ˈfaːbjo kudiˈtʃini[*], 1935년 10월 20일~2025년 1월 8일)는 이탈리아의 전직 축구 선수로, 1955년부터 1972년까지의 현역 시절 골키퍼로 활동했다. 신장이 191 cm에 육박하는 그는 당대 최장신 선수로 회자된다. 이탈리아 국가대표팀 경기에 출전한 적은 없지만, 당대의 손꼽히는 수문장으로 통했고, 이탈리아의 손꼽히는 명 골키퍼이다. 쿠디치니는 밀란 시절에 꾸준히 성공적인 활약을 펼친 것으로 기억되며, 구단 역사상 가장 큰 성공을 거둔 시기를 장식했는데, 특히 1969년 유러피언컵의 우승 당시 빛을 발했고, 국내, 유럽, 그리고 국제 대회에서 많은 우승을 달성했다.

## 클럽 경력
트리에스테 출신인 쿠디치니는 1955년에 우디네세에서 프로 무대 신고식을 치렀는데, 1년차인 1955-56 시즌에 세리에 B에서 세리에 A로 승격을 이룩했다. 그는 이탈리아 1부 리그 첫 해에 13경기 출전했는데, 첫 세리에 A 출전 경기는 1956년 12월 2일, 팔레르모와의 안방 경기로, 무실점으로 틀어막아 2-0 완승을 도왔다. 1958년, 그는 로마로 이적했다. 2년 동안 루차노 파네티의 후보 골키퍼로 활약하던 그는 1960년에 선수단의 주전으로 발돋움하여 이어지는 6년 동안 이 지위를 맡아 166번의 경기에 출전해 1960-61 시즌에 인터시티스 페어스컵을, 1964년에 코파 이탈리아를 우승했다. 그는 1966-67 시즌에 브레시아에서 보내며 구단의 1부 리그에 힘을 보탰다. 1967년, 32세가 된 쿠디치니는 밀란에 입단하여 은퇴할 때까지 머물렀다. 1972년, 그는 네레오 로코 감독의 지도 하에 총 183번 출전한 밀란 경기 중 127번의 출장 기록을 세웠다. 그는 밀란에서 국내 및 국제 무대에서 많은 우승을 거두었는데, 1967-68 시즌에 세리에 A와 유러피언 컵위너스컵을 동시 석권 했고, 뒤이어 유러피언컵과 인터콘티넨털컵을 이듬해인 1969년에 들어올렸고, 1972년에는 코파 이탈리아를 제패했다. 그는 밀란 역사상 최다 출전 7위의 골키퍼로, 그보다 많은 경기에 출전한 수문장은 크리스티안 아비아티(380경기), 세바스티아노 로시(330경기), 지다(302경기), 로렌초 부폰(300경기), 엔리코 알베르토시(233경기), 그리고 다리오 콤피아니(221경기)가 있다.

## 국가대표팀 경력
여러 구단에서 쌓은 명성에도 불구하고, 쿠디치니는 이탈리아 국가대표팀 경기에 출전한 적이 없는데, 이는 그와 활동 시기가 겹친 명수문장이 많은 데 있었는데, 이들 중에 로렌초 부폰, 조르조 게치, 디노 초프, 그리고 엔리코 알베르토시가 같은 시기 이름을 날렸다. 그러나, 그는 로마 시절에 이탈리아 청소년 국가대표팀에 출전한 적이 있었고, 1963년 5월 8일에는 이탈리아 B 대표팀에 차출되었다. 비록 그는 이탈리아 성인 국가대표팀 경기에 출전한 적은 없지만, 몇 차례 차출되었었는데, 1970년 월드컵 예선전 당시에는 초프의 후보로 국가대표팀 훈련에 동행했다.

## 경기 방식

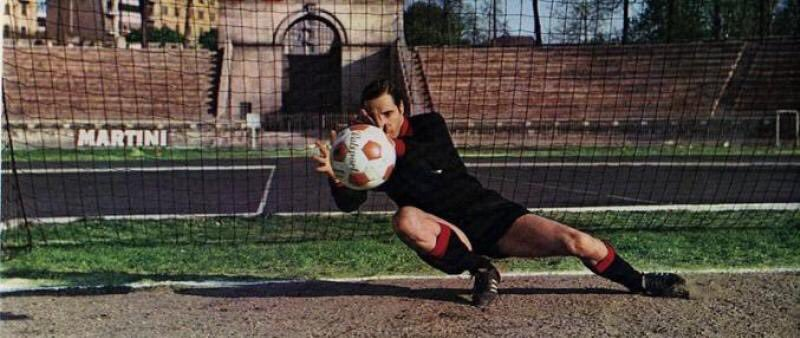
1970년, 시립 경기장 현장에서 촬영된 파비오 쿠디치니

훌륭한 골키퍼로, 그는 당대 최고로 손꼽히는 수문장이었으며, 이탈리아와 밀란 역사상으로도 손꼽히는 골키퍼로, 쿠디치니는 골키퍼로서 민첩함, 반사신경, 선방력에서 두각을 나타냈고, 길게 뻗는 능력, 큰 신장, 호리호리한 팔다리를 활용해 공격진에 배급되는 공을 쉽게 가로챌 수 있었지만, 기동력과 민첩성이 떨어지기도 했다. 비록, 그는 운동신경을 이용해 몸을 날리는 선방을 선보이며 득점 기회를 효율적으로 막았고, 화려하기보다는 수수한 수문장으로, 정상급 위치 선정 능력을 지녔다. 유망주 시절 될성부른 떡잎이었던 쿠디치니는 꾸준함과 오랜 활약으로 두드러졌고, 밀란에서의 말년에 많은 업적을 쌓았다. 그의 능력에도 불구하고 부상으로 빠지는 적이 많았다. 쿠디치느는 대게 상하의와 양말이 모두 검은 골키퍼 유니폼을 입고 긴 팔다리와 선방 능력을 선보여 검은 골키퍼 유니폼을 입고 활약한 전설적인 소련 골키퍼 레프 야신처럼 흑거미(Il Ragno Nero)라는 별칭이 붙었다. 골키퍼로 전향하기 전, 쿠디치니는 본래 유소년부에서 우측 미드필더로 뛰었었다.

## 사생활
파비오 쿠디치니는 전직 첼시, 토트넘 홋스퍼, 그리고 로스앤젤레스 갤럭시에서 활약했던 수문장 카를로의 부친이다. 그의 부친은 전 폰차나 트리에스테의 수비수 故 굴롈모 쿠디치니이다.

## 수상

### 클럽
로마
- 코파 이탈리아: 1963–64
- 인터시티스 페어스컵: 1960–61

밀란
- 세리에 A: 1967–68
- 코파 이탈리아: 1971–72
- 유러피언컵: 1968–69
- 유러피언 컵위너스컵: 1967–68
- 인터콘티넨털컵: 1969

### 개인
- 밀란 명예의 전당[3]